# Gorica pri Šmartnem
Gorica pri Šmartnem (pronuncia [ɡɔˈɾiːtsa pɾi ˈʃmaːɾtnɛm]) è un insediamento (naselje) di 567 abitanti, della municipalità di Celje nella regione della Savinjska in Slovenia.
L'area faceva tradizionalmente parte della regione storica della Stiria, ora invece è inglobata nella regione della Savinjska.

## Storia

### Nome
Il nome dell'insediamento è stato cambiato da Gorica a Gorica pri Smartnem nel 1953.

## Monumenti e luoghi d'interesse

### La dimora Prešnik
Situato nel nord dell'insediamento è stato costruito nel tardo XVII secolo ricalcando in parte lo stile barocco.